# Embellisia lolii
Embellisia lolii är en svampart som beskrevs av E.G. Simmons & C.F. Hill 2004. Embellisia lolii ingår i släktet Embellisia och familjen Pleosporaceae.   Inga underarter finns listade i Catalogue of Life.